# Dendroleon vitripennis
Dendroleon vitripennis is een insect uit de familie van de mierenleeuwen (Myrmeleontidae), die tot de orde netvleugeligen (Neuroptera) behoort. 
Dendroleon vitripennis is voor het eerst wetenschappelijk beschreven door Navás in 1912.